# Padre Padrone – Mein Vater, mein Herr
Padre Padrone – Mein Vater, mein Herr (Originaltitel: Padre padrone) ist ein italienischer Film der Regisseure Paolo und Vittorio Taviani von 1977, der die allmähliche Befreiung eines jungen Mannes aus der jahrelangen Unterdrückung durch seinen Vater beschreibt. Die literarische Vorlage bildet der autobiographische Roman Padre padrone von Gavino Ledda.

## Inhalt
Der Film beginnt mit dem Auftritt von Gavino Ledda selbst. Er schneidet einen Stock und übergibt ihn an Omero Antonutti, den Schauspieler, der im Film Leddas Vater Efisio spielt. Dann betritt Efisio das Klassenzimmer und holt seinen Sohn nach nur vier Wochen aus der Schule, denn Gavino muss ab jetzt die Schafe der Familie hüten. Seine Kindheit und Jugend verbringt Gavino einsam in den Bergen, immer unter der Knute seines Vaters, der ihm mit Stockschlägen seinen Willen aufzwingt, der ihn aber auch die Zeichen der Natur lehrt. Als jemand mit einem Akkordeon vorbeikommt, ist er wie verzaubert von der Musik und tauscht zwei Lämmer gegen das Akkordeon ein. Die Chance, nach Deutschland als Gastarbeiter zu gehen, verhindert der Vater. 
Erst als er mit 20 Jahren in der italienischen Armee seinen Wehrdienst ableisten muss, erhält er die Möglichkeit, das väterliche Joch abzuwerfen. Mit Hilfe eines Kameraden lernt er Italienisch statt Sardisch, das von seinen Kameraden niemand versteht. Er lernt Lesen und Schreiben, und ein Freund führt ihn in die Literatur ein. 
Nach dem Militärdienst nimmt er ein Studium der Literatur auf – gegen den massiven Widerstand des Vaters. Nach der Promotion kehrt er in das Dorf seiner Eltern zurück – dort hat sich nichts verändert.

## Produktion und Veröffentlichung
Mit ihrem siebten gemeinsamen Film gelang den Brüdern der internationale Durchbruch. Die Vergabe der Goldenen Palme an die Taviani war angeblich in der Jury umstritten, von der eine Mehrheit den Film Ein besonderer Tag von Ettore Scola bevorzugt habe. Roberto Rossellini, der Jury-Präsident, setzte sich jedoch mit seinem Votum für den Film durch.

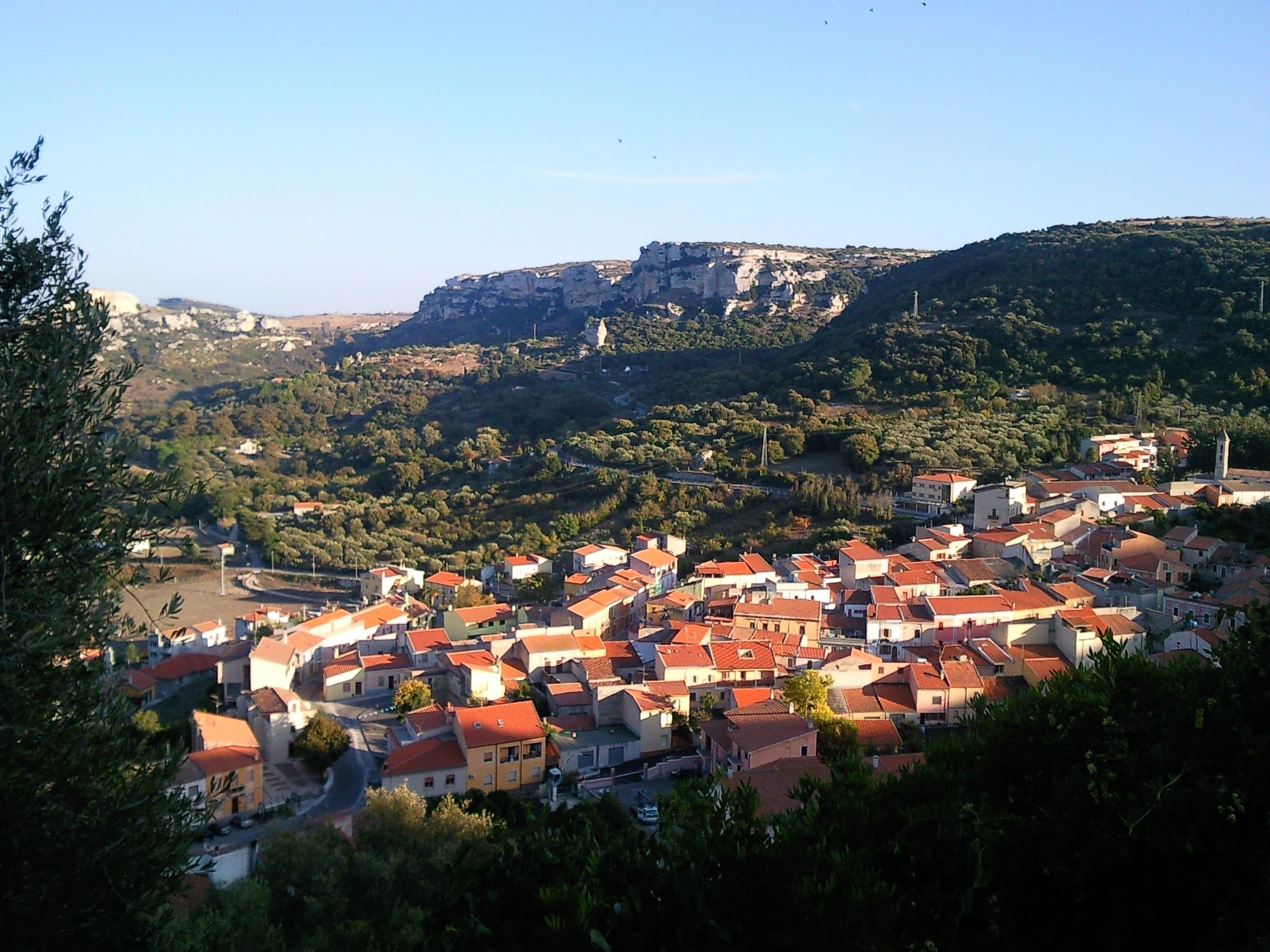
Cargeghe in Sardinien, ein Drehort des Films

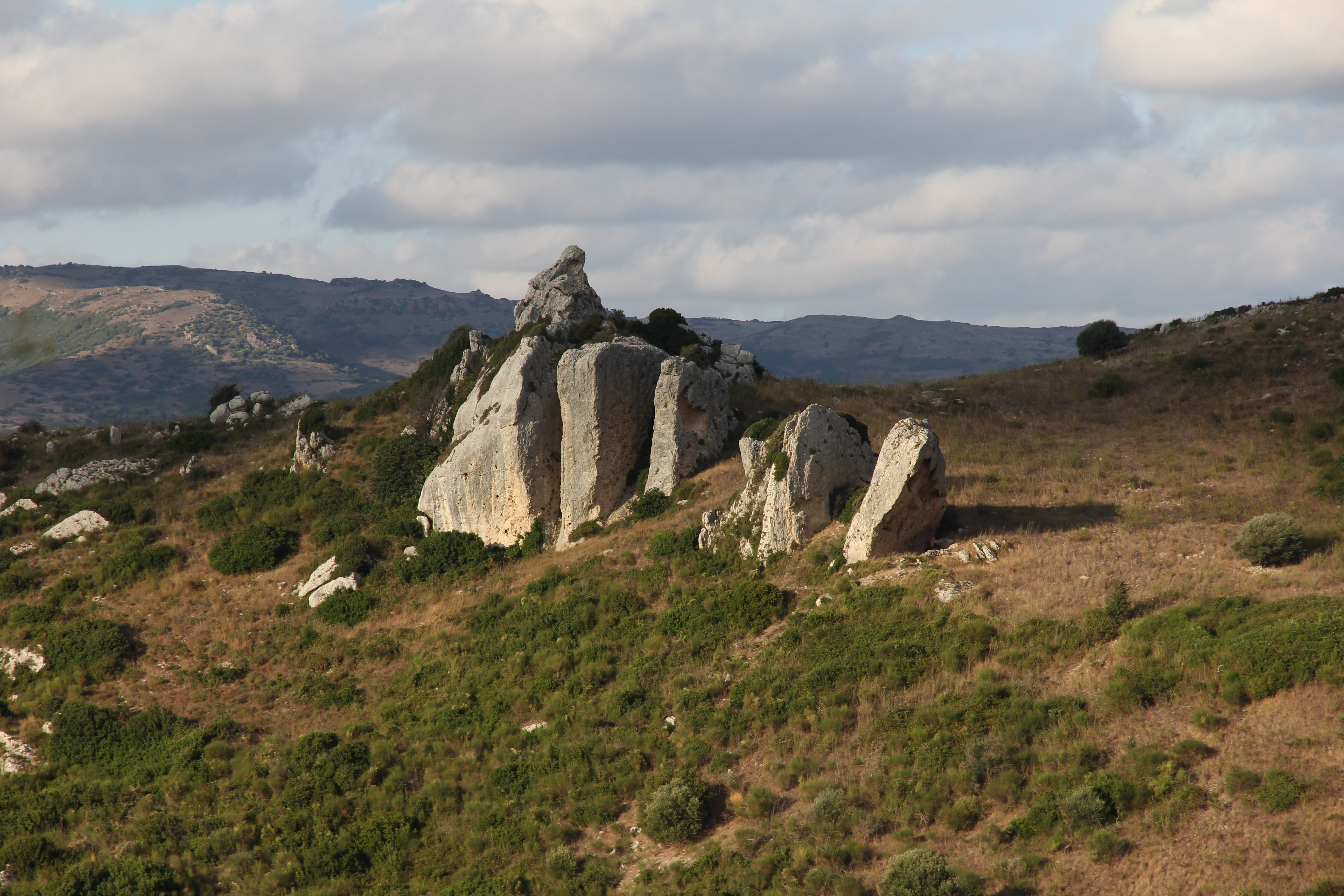
Landschaft bei Cargeghe

Gavino Leddas autobiographischer Roman Padre padrone bildet die literarische Vorlage des Films. Darin hat der von Sardinien stammende Schriftsteller seine von extremer Knechtschaft und Isolation geprägten Jugendjahre, die anschließende Bewusstwerdung und den Beginn seiner Universitätskarriere beschrieben.
Gedreht wurde der Film für das italienische Fernsehen im Format 16-mm, für das Kino wurde er als 35-mm-Film bearbeitet. Nanni Moretti, der bisher nur Kurzfilme gedreht hatte, übernahm hier erstmals eine Rolle als Schauspieler. Die Musik komponierte Egisto Macchi unter Einbeziehung sardischer Volksmusik und Musik von Johann Strauss. Er bearbeitete für den Film den zweiten Satz von Mozarts Klarinettenkonzert, der Szenen extremer Brutalität untermalt.
Premiere des Films war am 17. Mai 1977 in Cannes, wo er mit der Goldenen Palme und dem FIPRESCI-Preis ausgezeichnet wurde. Deutschlandpremiere war im Juni 1977 während der Filmfestspiele in Berlin. Der Film wurde in der Folge auf mehreren Filmfestivals im Rahmen von Taviani-Retrospektiven gezeigt. Im November 2001 lief er in New York während einer Gesamtschau aller Filme der Taviani-Brüder im Museum of Modern Art. Nach der Retrospektive nahm das Museum fünf Filme der beiden Regisseure (San Michele aveva un gallo, Allonsanfàn, Padre padrone, Die Nacht von San Lorenzo und Kaos) in seine Sammlung auf.
Der Film wurde im Centro Sperimentale di Cinematografia in den Labors von Cinecittà S.p.A. restauriert. 2018 veröffentlichte Trigon-Films eine Box mit vier CDs in italienischer Sprache mit den Filmen Padre Padrone (restaurierte Fassung), Die Nacht von San Lorenzo (restaurierte Fassung), Kaos (restaurierte Fassung) und ihren letzten Film Ein Vermächtnis/Una quastione privata.

## Rezeption

### Auszeichnungen
- 1977 – Internationale Filmfestspiele von Cannes 1977: Goldene Palme und FIPRESCI-Preis
- 1977 – Internationale Filmfestspiele Berlin 1977: Interfilm Grand Prix
- 1978 – BAFTA Award: Nominiert für den Nachwuchsdarsteller-Preis (Marconi)
- 1978 – David di Donatello: Spezialpreis für die Brüder Taviani
- 1978 – Nastro d’Argento des Sindacato Nazionale Giornalisti Cinematografici Italiani (des italienischen Filmkritikerverbands) in den Kategorien Bester italienischer Film und Bester Newcomer (Marconi)

### Kritik
Der Film der Brüder Taviani gilt für die Filmkunst als das, was Leddas Roman für die Literatur und insbesondere für den Entwicklungsroman bedeutet: Ein eindrucksvolles Werk über die Unterdrückung des Menschen, für den jedoch, wenn auch beschwerlich, ein Ausbruch möglich ist. Mein Vater, mein Herr ist mit mehreren europäischen Filmpreisen ausgezeichnet worden, darunter mit der Goldenen Palme und dem FIPRESCI-Preis der Internationalen Filmfestspiele von Cannes. Beide Auszeichnungen zugleich hatte bis dahin noch kein Film gewinnen können.
Die Filmbewertungsstelle Wiesbaden gab diesem Film das Prädikat „Besonders Wertvoll“. In der Begründung des FBW-Gutachtens heißt es u. a.: „Der Film, der einen starken dokumentarischen Eindruck hinterläßt, ist dennoch die freie Bearbeitung eines Romans. Gerade in dieser Verbindung von Dokument und künstlerischer Gestaltung bekommt er jedoch eine Inte[…]nsität, die es erlaubt, die Emanzipation eines Menschen gegenüber der Tradition seiner Kultur, gegenüber der zwingenden Macht der Familie, gegenüber der versklavenden Bildungslosigkeit nach- und mitzuerleben. Dies wird unterstützt durch die künstlerischen Mittel, deren vorsichtiger, reflektierter Einsatz ihre Wirkung noch erhöht: wie hier Musik und Geräusche zur Darstellung einer Lebenswelt herangezogen werden, wie Sprache mehr wird als nur ein Vehikel der Mitteilung, sondern Verstehen ermöglicht oder verunmöglicht – das verstärkt jene Einheit der Gestaltungselemente, die fast unbemerkt, aber intensiv, die Thematik des Films verdeutlicht.“